# Denmark Open 1949
Die Denmark Open 1949 im Badminton fanden in Kopenhagen statt.

## Finalergebnisse
| Disziplin    | Sieger                        | Finalist                         | Ergebnis            |
| ------------ | ----------------------------- | -------------------------------- | ------------------- |
| Herreneinzel | David G. Freeman              | Ooi Teik Hock                    | 15–11, 14–18, 17–15 |
| Dameneinzel  | Tonny Ahm                     | Kirsten Thorndahl                | 11–4, 11–3          |
| Herrendoppel | Ooi Teik Hock Teoh Seng Khoon | Chan Kon Leong Yeoh Teck Chye    | 15–7, 18–16         |
| Damendoppel  | Tonny Ahm Kirsten Thorndahl   | Aase Svendsen Inge Birgit Hansen | 15–8, 15–1          |
| Mixed        | Chan Kon Leong Tonny Ahm      | Tage Madsen Kirsten Thorndahl    | 9–15, 15–12, 15–2   |